# Henry Honywood Dombrain
Reverendo Henry Honywood Dombrain (o D'Ombrain) ( 1818 Londres - 27 de octubre de 1905 ibíd.) fue un religioso, botánico, y micólogo inglés.

## Algunas publicaciones

### Libros
- 1873. The gladiolus: its history, cultivation, and exhibition. Ed. L. Reeve & Co. 56 pp.
- 1908. Roses for amateurs;: A practical guide to the selection and cultivation of the best roses for exhibition or garden decoration. Ed. Gill; 3ª edición ampliada. 116 pp.
- 2009. The Gladiolus, Its History, Cultivation and Exhibition: -1873. Ed. Cornell University Library. 78 pp.
- 2009. Roses For Amateurs: A Practical Guide For The Selection And Cultivation Of The Best Roses For Exhibition Or Garden Decoration (1908). Ed. Kessinger Publishing. 128 pp. ISBN 1-104-46028-9
- 2009. The Floral magazine, by T. Moore (H.H. Dombrain) [and others]. Ed. General Books LLC. 80 pp. ISBN 0-217-58626-0

- La abreviatura «Dombrain» se emplea para indicar a Henry Honywood Dombrain como autoridad en la descripción y clasificación científica de los vegetales.[1]